# فيك كوريل
فيك كوريل (بالإنجليزية: Vic Correll) هو لاعب كرة قاعدة أمريكي، ولد في 5 فبراير 1946 في واشنطن العاصمة في الولايات المتحدة.

## وصلات خارجية
- فيك كوريل على موقعبيزبول رفرنس.كوم (الدوري الرئيسي) (الإنجليزية)
- فيك كوريل على موقعبيزبول رفرنس.كوم (الدوري الثانوي) (الإنجليزية)